# Ommatidae
Ommatidae là một họ bọ cánh cứng trong phân bộ Archostemata.

## Các chi
- Brochocoleus Hong, 1982
- Cionocoleus Ren, 1995
- Eurydictyon Ponomarenko, 1969
- Fuscicupes Hong & Wang, 1990
- Lithocupes Ponomarenko, 1966
- Notocupoides Ponomarenko, 1966
- Omma Newman, 1839, extant
- Rhabdocupes Ponomarenko, 1966
- Tetraphalerus Waterhouse, 1901, extant
- Zygadenia Handlirsch, 1906

## Hình ảnh

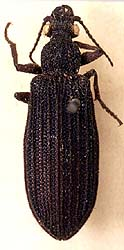